# The Purple Album
The Purple Album es el decimosegundo álbum de estudio de la banda de hard rock británica Whitesnake, lanzado el 29 de abril de 2015. Contiene nuevas versiones de clásicos de Deep Purple, de la época en que David Coverdale era el cantante de la banda. El disco debutó en el número 87 de la lista Billboard 200 con un total de 6.900 unidades vendidas en su primera semana de lanzamiento.

## Lista de canciones
| N.º | Título                                            | Escritor(es)                                                          | Álbum original             | Duración |  |
| 1.  | «Burn»                                            | Ritchie Blackmore, David Coverdale, Glenn Hughes, Jon Lord, Ian Paice | Burn (1974)                | 6:56     |  |
| 2.  | «You Fool No One» (interpolating "Itchy Fingers") | Blackmore, Coverdale, Hughes, Lord, Paice                             | Burn                       | 6:23     |  |
| 3.  | «Love Child»                                      | Tommy Bolin, Coverdale                                                | Come Taste the Band (1975) | 4:13     |  |
| 4.  | «Sail Away» (featuring "Elegy for Jon")           | Blackmore, Coverdale                                                  | Burn                       | 4:53     |  |
| 5.  | «The Gypsy»                                       | Blackmore, Coverdale, Hughes, Lord, Paice                             | Stormbringer (1974)        | 5:29     |  |
| 6.  | «Lady Double Dealer»                              | Blackmore, Coverdale                                                  | Stormbringer               | 3:59     |  |
| 7.  | «Mistreated»                                      | Blackmore, Coverdale                                                  | Burn                       | 7:39     |  |
| 8.  | «Holy Man»                                        | Coverdale, Hughes, Lord                                               | Stormbringer               | 4:42     |  |
| 9.  | «Might Just Take Your Life»                       | Blackmore, Coverdale, Hughes, Lord, Paice                             | Burn                       | 4:14     |  |
| 10. | «You Keep On Moving»                              | Coverdale, Hughes                                                     | Come Taste the Band        | 5:06     |  |
| 11. | «Soldier of Fortune»                              | Blackmore, Coverdale                                                  | Stormbringer               | 3:18     |  |
| 12. | «Lay Down Stay Down»                              | Blackmore, Coverdale, Hughes, Lord, Paice                             | Burn                       | 3:52     |  |
| 13. | «Stormbringer»                                    | Blackmore, Coverdale                                                  | Stormbringer               | 5:17     |  |

### Bonus tracks edición deluxe
| Deluxe edition bonus tracks |               |                         |                     |          |  |
| N.º                         | Título        | Escritor(es)            | Álbum original      | Duración |  |
| 14.                         | «Lady Luck»   | Jeff Cook, Coverdale    | Come Taste the Band | 3:02     |  |
| 15.                         | «Comin' Home» | Bolin, Coverdale, Paice | Come Taste the Band | 4:15     |  |

### Bonus tracks edición japonesa
| Bonus track edición japonesa |                                      |                      |                |          |  |
| N.º                          | Título                               | Escritor(es)         | Álbum original | Duración |  |
| 16.                          | «Soldier of Fortune» (alternate mix) | Blackmore, Coverdale | Stormbringer   | 3:18     |  |

## Personal
- David Coverdale – voz
- Reb Beach – guitarra
- Joel Hoekstra – guitarra
- Michael Devin – bajo
- Tommy Aldridge – batería

### Músicos adicionales
- Michele Luppi - teclados